# Fred Vogel
Fred Vogel (Warren, 18 aprile 1976) è un regista statunitense.
È un regista di film horror.

## Filmografia
- August Underground (2001), con Kyle Dealman, Dan Friedman
- August Underground's Mordum (2003), con Jerami Cruise, Killjoy, Mike Schneider
- August Underground's Penance (2007), con Cristie Whiles, Fred Vogel, Shelby Vogel